# Tworóg
Pour les articles homonymes, voir Tworóg (homonymie).
Tworóg est un village de la voïvodie de Silésie et du powiat de Tarnowskie Góry. Il est le siège de la gmina de Tworóg et comptait 3 607 habitants en 2008.